# 2 април
2 април е 92-рият ден в годината според григорианския календар (93-ти през високосна). Остават 273 дни до края на годината.

## Събития
- 1512 г. – Испанският мореплавател Хуан Понсе де Леон достига източното американско крайбрежие и нарича полуострова Флорида.
- 1861 г. – Йосиф Соколски е ръкоположен от римския папа за архиепископ на Униатската църква в България.
- 1889 г. – Американецът Чарлз Хол патентова нов метод за производство на алуминий.
- 1912 г. – Проведени са първите изпитания на презокеанския лайнер Титаник.
- 1915 г. – В България е дадена амнистия за престъпления по печата, при избори и при публични събрания.
- 1917 г. – Първа световна война: Американският конгрес гласува САЩ да влязат във война с Германия.
- 1917 г. – С Декрета за отмяна на вероизповедалните и национални ограничения е премахната Линията на уседналост в Русия.
- 1924 г. – С Определение № 1 на Върховен касационен съд на основата на Закона за защита на държавата са забранени БКП, Партията на труда, БКМС и техните синдикални и кооперативни организации.
- 1956 г. – Започва Априлският пленум на ЦК на БКП, който осъжда култа към личността на Вълко Червенков, и Тодор Живков застава начело на БКП.
- 1958 г. – Националният съвет по аеронавтика на САЩ е преобразуван в НАСА.
- 1962 г. – Йемен става член на ЮНЕСКО.
- 1962 г. – Отбелязано е раждането на 8-милионния българин.
- 1964 г. – СССР изстрелва космическия апарат Зонд 1.
- 1972 г. – Актьорът Чарли Чаплин се завръща в САЩ за първи път, откакто е обявен за комунист по време на Маккартизма.
- 1978 г. – По CBS започва излъчването на сапунената опера Далас, което продължава 13 години.
- 1982 г. – Фолкландска война: Войната започва с нахлуването на Аржентина на Фолкландските острови.
- 1989 г. – Ясер Арафат е избран за президент на самопровъзгласилата се палестинска държава.
- 1992 г. – В Ню Йорк, мафиотският бос Джон Готи е осъден на доживотен затвор за убийства и рекет.
- 1996 г. – Русия и Беларус подписват договор за по-тясно политическо и икономическо сътрудничество в рамките на ОНД.
- 2004 г. – Членство на България в НАТО: С издигане на българското знаме в Брюксел се обявява присъединяването на България към НАТО.
- 2005 г. – Умира папа Йоан Павел II на 84-годишна възраст, милиони католици пътуват до Рим, Италия, за да му отдадат последна почит.

## Родени
- 747 г. – Карл Велики, крал на франките от 768 г. († 814 г.)
- 1348 г. – Андроник IV Палеолог, византийски император († 1385 г.)
- 1527 г. – Абрахам Ортелий, фламандски картограф († 1598 г.)
- 1725 г. – Джакомо Казанова, венециански авантюрист и писател († 1798 г.)
- 1798 г. – Аугуст Хайнрих Хофман фон Фалерслебен, немски писател († 1874 г.)
- 1805 г. – Ханс Кристиан Андерсен, датски писател и поет († 1875 г.)
- 1821 г. – Георги Раковски, български революционер и национален герой († 1867 г.)
- 1833 г. – Август Александър Ярнефелт, руски офицер († 1896 г.)
- 1840 г. – Емил Зола, френски писател († 1902 г.)
- 1862 г. – Никълъс Мъри Бътлър, президент на Колумбийския университет, Нобелов лауреат († 1947 г.)
- 1872 г. – Никола Мушанов, български политик, министър-председател на България начело на три правителства († 1951 г.)
- 1874 г. – Петър Цанев, български военен деец
- 1881 г. – Димитър Настев, български военен деец († 1952 г.)
- 1884 г. – Александър Брус Биеласки, американски юрист († 1964 г.)
- 1891 г. – Георги Апостолов, български архитект († 1967 г.)
- 1891 г. – Макс Ернст, германски художник († 1976 г.)
- 1899 г. – Саздо Иванов, български учен († 1996 г.)
- 1899 г. – Цеко Торбов, български философ, правист, преводач († 1987 г.)
- 1910 г. – Георги Богданов, български художник († 1974 г.)
- 1910 г. – Иван Апостолов, български юрист († 1981 г.)
- 1914 г. – Алек Гинес, английски актьор († 2000 г.)
- 1915 г. – Джика Петреску, румънски композитор и певец († 2006 г.)
- 1926 г. – Едгар Хилзенрат, немски писател († 2018 г.)
- 1926 г. – Джак Брабам, австралийски пилот от Формула 1 († 2014 г.)
- 1927 г. – Ференц Пушкаш, унгарски футболист († 2006 г.)
- 1928 г. – Тодор Атанасов, български художник († 1985 г.)
- 1930 г. – Стефка Съботинова, българска народна певица († 2010 г.)
- 1932 г. – Йоанна Хмелевска, полска писателка († 2013 г.)
- 1933 г. – Константин Павлов, български поет и драматург († 2008 г.)
- 1934 г. – Брайън Глоувър, британски актьор († 1997 г.)
- 1939 г. – Марвин Гей, американски музикант († 1984 г.)
- 1940 г. – Адриан Зелер, френски политик († 2009 г.)
- 1940 г. – Пейчо Пеев, български шахматист († 2007 г.)
- 1948 г. – Димитрис Митропанос, гръцки певец († 2012 г.)
- 1951 г. – Моритеру Уешиба, айкидистки дошу
- 1961 г. – Иван Домусчиев, български лекар
- 1972 г. – Томас Главинич, австрийски писател
- 1976 г. – Люси Дяковска, българска поп-певица
- 1979 г. – Аслъ Тандоган, турска актриса
- 1979 г. – Джеси Кармайкъл, американски музикант
- 1981 г. – Бетани Джой Галеоти, американска актриса, певица и музикант
- 1982 г. – Давид Ферер, испански тенисист
- 1983 г. – Дончо Атанасов, български футболист
- 1985 г. – Ниджат Мамедов, азербайджански шахматист
- 1986 г. – Андрис Биедринш, латвийски баскетболист
- 1987 г. – Сезгин Мехмед, български политик и икономист

## Починали
- 1118 г. – Балдуин дьо Булон, крал на Йерусалимското кралство (* ок. 1058)
- 1314 г. – Анджело ди Сполети, францискански монах, убит в Маврокастро
- 1657 г. – Фердинанд III (Свещена Римска империя), император на Свещената римска империя (* 1608 г.)
- 1872 г. – Самюъл Морз, американски изобретател на Морзовата азбука (* 1791 г.)
- 1885 г. – Джеймс Едуард Александър, английски колонизатор, (* 1803 г.)
- 1905 г. – Цено Куртев, български военен и революционер (* 1877 г.)
- 1914 г. – Урс Видмер, швейцарски писател (* 1938 г.)
- 1914 г. – Паул фон Хайзе, германски писател, Нобелов лауреат (* 1830 г.)
- 1919 г. – Херман Хелмер, австрийски архитект (* 1849 г.)
- 1940 г. – Пенчо Георгиев, български художник (* 1900 г.)
- 1948 г. – Али Сабахатин, турски писател (* 1907 г.)
- 1963 г. – Любомир Бобчевски, български актьор (* 1897 г.)
- 1972 г. – Франц Халдер, германски генерал (* 1884 г.)
- 1974 г. – Жорж Помпиду, президент на Франция (* 1911 г.)
- 1977 г. – Орлин Василев, български писател (* 1904 г.)
- 1993 г. – Кирил Серафимов, български физик (* 1932 г.)
- 1995 г. – Ханес Алфвен, шведски физик, Нобелов лауреат (* 1908 г.)
- 2000 г. – Томазо Бушета, италиански мафиот (* 1928 г.)
- 2005 г. – Йоан Павел II, римски папа (* 1920 г.)
- 2007 г. – Божин Ласков, български футболист (* 1922 г.)
- 2014 г. – Веселина Цанкова, българска писателка (* 1931 г.)

## Празници
- Международен ден на детската книга
- ООН – Световен ден на осведомеността за Аутизъм (от 2008 г.)
- България – Празник на община Ценово
- Аржентина – Ден на Малвински острови
- Беларус и Русия – Ден на Съединението на народите
- Тайланд – Ден за опазване на наследството (от 1995 г.)